# Alfred Schütz
Alfred Schütz (13. dubna 1899 Vídeň – 20. května 1959 New York) byl rakouský právník, filozof a sociolog, který posledních dvacet let svého života strávil ve Spojených státech amerických. Je považován za zakladatele fenomenologické sociologie a do sociální teorie se snažil zapracovat svou inspiraci dílem např. Edmunda Husserla, Maxe Webera, Henriho Bergsona nebo Williama Jamese.

## Život
Schütz se narodil 13. dubna 1899 ve Vídni, kde vystudoval práva a filosofii, a celý život pak působil také jako právní zástupce. V roce 1939 přes Paříž emigroval do USA, kde začal pracovat v bankovnictví, v tuto dobu se o vědu zajímal ve svém volném čase – jeho mottem bylo: „Přes den jsem úředníkem, v noci sociologem.“ Od roku 1943 přednášel na New School for Social Research, roku 1944 se zde stal hostujícím profesorem. V roce 1952 se zde stal vedoucím katedry sociologie, o pět let později dostal za úkol vybudovat samostatné filosofické oddělení. V roce 1959 náhle zemřel.

## Dílo
Alfred Schütz je považován za zakladatele fenomenologické sociologie. V jeho myšlení jej velmi ovlivnil Edmund Husserl, jehož fenomenologické teze převedl do sociologie. Kromě Husserla jej ovlivnil také Max Weber, a to zejména konceptem smyslu sociálního jednání a metodou ideálních typů. Po příchodu do USA jej významně ovlivnil také americký pragmatismus – zejména Georgem Herbertem Meadem, Williamem Jamesem a Johnem Deweym. Schütz tedy nepřevedl Husserlovu fenomenologii do sociologie v čisté podobě, ale ještě ji doplnil o již zmíněné koncepty Maxe Webera a americký pragmatismus, čímž došlo ke sblížení fenomenologické sociologie s americkým sociálním behaviorismem a interakcionismem.

## Fenomenologická sociologie
Schütz si kladl dvě otázky:
1. otázka ontologická: ptá se na podobu životního světa a vzájemné porozumění si subjektů.
2. otázka metodologická: ptá se po podobě vědy, která se tímto životním světem zabývá, a po metodách, kterými je možné tento svět zkoumat.

### Fenomenologická ontologie každodenního života

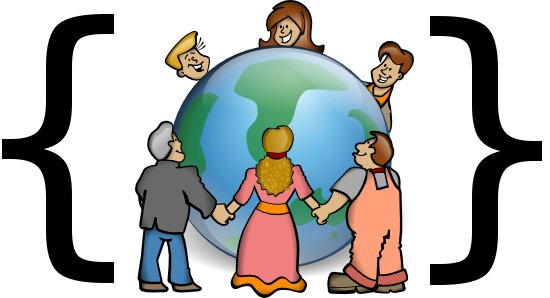
Uzávorkování každodenního světa

V rámci odpovědi na ontologickou otázku Schütz vymezuje základní charakteristiky životního světa jak z hlediska jedince, tak z hlediska intersubjektivity, jedná se např. o pojmy příruční zásoba vědění, obecná zásoba vědění, typizace, obecná reciprocita perspektiv, biograficky determinovaná situace apod.
Životní svět je světem každodennosti, jedná se o subjektivní svět aktérů, který tvoří primární realitu. Jedná se tedy o svět zdravého rozumu, svět důvěrně známý, kteří obyvatelé považují za samozřejmý. Tento svět je intersubjektivně srozumitelný, což znamená, že je různými lidmi na různých místech vnímán stejně – toto tvrzení stojí na Schützově předpokladu, že životní svět zkrátka takový je. Dále se jedná o svět veřejný, kde lidé považují za samozřejmé, že způsob, jak se svět jeví, je pro všechny stejný.
Na základě předpokladu, že svět se všem jeví stejně, lze usuzovat na tzv. obecnou reciprocitu perspektiv, která je založena na dvou přesvědčeních každého obyvatele životního světa:
a) druhý člověk je bytostí podobnou – každá komunikace a každé jednání orientované na druhého člověka tedy mohou být úspěšné (tomuto problému se později věnoval např. Harold Garfinkel v rámci etnometodologie a tzv. konverzační analýzy, b) druhý člověk je tělesně zakotven ve stejném světě – oba aktéři počítají s tím, že každý z nich vidí svět z určité perspektivy a jsou přesvědčeni, že kdyby si vyměnili místa, viděli by svět z perspektivy toho druhého (tomuto problému se později věnoval např. Erving Goffman v rámci dramaturgické sociologie)
Obecná reciprocita perspektiv je zamlčený apriorní předpoklad veškeré komunikace a sociálního jednání, životní svět je proto apriorní společný základ lidského jednání.
Každý člověk je do životního světa zasazen specifickým způsobem, který odpovídá neopakovatelnosti jeho identity – každý se nachází v tzv. biograficky determinované situaci. Tato situace obsahuje tři základní pozice: fyzickou, sociální (tj. sociální status a sociální role v sociálním systému) a mravní.
Každý jedinec je vybaven tzv. příruční zásobou vědění (příručním balíkem vědění), která je tvořena věděním, jenž slouží k interpretaci životního světa. Jedná se o základ toho, jak zacházet s věcmi, jak se ve světě vyznat, jak zvládnout situaci a dorozumět se s druhými.
Životní svět je podle Schütze světem interpretovaným, tato interpretace je odvozena z příruční zásoby vědění, která obsahuje typizace. Zároveň každý jedinec předpokládá, že jeho zásoba příručního vědění odpovídá tzv. obecné zásobě vědění a že to vše si podrží svou platnost: tj. že lze opakovat dřívější úspěšné jednání a že životní svět bude kontinuálně existovat stále.
Interpretovat životní svět znamená typizovat – aktér typizuje situaci, ve které se nachází, partnera v situaci i sebe sama na základě své biograficky determinované situace a své příruční zásoby vědění. Život v každodenním světě se řídí pomocí typizovaných interpretací, které ve společnosti převládají a které mají být přijímány jako vzory. Významným typizačním jevem je jazyk, vedle něj typická pravidla, která určují, jak se chovat, jak jednat apod. V životním světě se jedinec učí, že má používat typické prostředky, aby získal typické výsledky. S druhými lidmi jedinec jedná jako s typizovanými jednotlivci nikoliv s individui, kterým je přidělena typická role – z toho vyplývá, že sociální svět je anonymní.
K vzájemnému porozumění jedincům slouží dva typy motivů, které vedou jejich jednání:
1. Aby motivy: tyto motivy jsou subjektivní a hrají roli v situaci právě probíhajícího jednání. Jde o kladení smyslu pro sebe.
2. Protože motivy: tyto jsou objektivní, protože zahrnují způsoby, kterými lidé vysvětlují své jednání druhým (interpretují své jednání pomocí typizačních schémat. Jde o výklad smyslu proběhlého jednání pro druhé.

### Fenomenologická metodologie
Metodologická otázka „jak je možná objektivní věda o subjektivním smyslu?“ by se podle Schütze měla řešit prostřednictvím vytváření konstrukcí – konkrétně tzv. konstrukcí druhého stupně (řádu).
Společenské vědy pracují s konstrukcemi druhého stupně, protože objektem jejich zkoumání je subjekt, který si přiděluje smysl (proti tomu stojí přírodní vědy s konstrukcemi prvního řádu – objektem zkoumání je vysvětlení přírodní reality). Při konstrukcích druhého stupně musí vědec brát v úvahu všechny předem dané, vypracované výklady a konstrukce zdravého rozumu účastníků každodenního světa.
Pro vědecké modelové konstrukce druhého stupně Schütz formuloval tři postuláty:
1. Postulát logické konzistence: vědecké konstrukce druhého stupně (myšlenkové objekty vědy) musí mít formálně logický charakter. Vědec bude nezainteresovaným pozorovatelem, tedy uzávorkuje svůj přirozený postoj a svou biograficky determinovanou situaci a následně bude konstruovat tzv. ideální typy (konstrukce modelů racionálního jednání).
2. Postulát subjektivní interpretace: vědecké konstrukce druhého stupně musí zahrnout subjektivní motivy aktérů a jejich interpretace.
3. Postulát adekvátnosti: tímto postulátem Schütz odstraňuje rozpor mezi prvním a druhým postulátem. Požaduje, aby modelu zkonstruovanému vědcem odpovídala konstrukce každodenního světa samotných aktérů – model tedy musí být pochopitelný pro aktéra. Jinými slovy: konstrukce druhého stupně musí odpovídat konstrukcím prvního stupně.

Postuláty lze také shrnout do výroku, že Schütz požaduje, aby teoretický model byl verifikován empirií.
Schütz tedy na základě ideálních typů vykonstruoval model racionálního chování a model aktéra, čímž vytvořil zjednodušený model sociálního světa, o kterém soudil, že napomáhá k vytvoření objektivní vědy o subjektivním smyslu, protože vše v tomto modelu může být empiricky testováno.